# Amelora oritropha
Amelora oritropha là một loài bướm đêm trong họ Geometridae.